# Kanton Courbevoie-2
Der Kanton Courbevoie-2 ist seit 2015 ein französischer Wahlkreis für die Wahl des Départementrats im Arrondissement Nanterre, im Département Hauts-de-Seine und in der Region Île-de-France. Sein Bureau centralisateur befindet sich in Courbevoie.

## Gemeinde
Der Kanton besteht aus zwei Gemeinden und Gemeindeteilen mit insgesamt 74.514 Einwohnern (Stand: 1. Januar 2022) auf einer Gesamtfläche von 3,80 km²:
| Gemeinde            | Einwohner 1. Januar 2022 | Fläche km² | Dichte Einw./km² | Code INSEE | Postleitzahl |
| ------------------- | ------------------------ | ---------- | ---------------- | ---------- | ------------ |
| Courbevoie          | 30.316                   | 0,61       | 49.698           | 92026      | 92400        |
| Puteaux             | 44.198                   | 3,19       | 13.855           | 92062      | 92800        |
| Kanton Courbevoie-2 | 74.514                   | 3,80       | 19.609           | 9213       | –            |

1. ↑   Nur der südwestliche Teil der Gemeinde, der Rest gehört zum Kanton Courbevoie-1.